# Martin Stokken
Martin Stokken, né le 16 janvier 1923 à Snillfjord et décédé le 25 mars 1984 à Trondheim, est un athlète et fondeur norvégien.

## Biographie
Martin Stokken est originaire d'une région rurale et d'un cadre isolé, et cadet de sa famille qui vit dans des conditions modestes, il perd son père à l'âge de 13 ans à cause d'un feu de forêt. Il travaille ensuite en tant que berger et pour pouvoir s'acheter des skis. Il montre un certain talent et devient membre du club de Fåvang. Sa carrière est interrompue par la Seconde Guerre mondiale et Stokken entre dans la Résistance. En 1945, il est deuxième d'un 5000 mètres pour sa première course sur piste.
Sa carrière en athlétisme est consacrée aux courses sur les longues distances. Il devient champion de Norvège de cross-country en 1946 et est sélectionné pour les Championnats d'Europe la même année, se classant huitième du 5000 mètres.
Sur 10 000 m, il termine quatrième des Jeux olympiques d'été de 1948 et dixième quatre ans aux Jeux olympiques d'été de 1952. Entre-temps, il se classe quatrième aux Championnats d'Europe 1950 sur le 3000 mètres steeple.
En 1951, il devient champion de Norvège de ski de fond pour la première fois sur le trente kilomètres.
Il a remporté l'argent avec le relais 4 × 10 km aux Jeux olympiques d'hiver de 1952 à Oslo et termina individuellement deux fois sixième sur 18 km en 1952 et sur 15 km quatre ans plus tard. Stokken a aussi remporté une médaille en relais aux Championnats du monde 1950. En 1954, il est de nouveau à l'avant de l'affiche, gagnant le cinquante kilomètres du Festival de ski de Holmenkollen en battant Sixten Jernberg. Après une ultime participation aux Jeux olympiques en 1956, où il est sixième au quinze kilomètres, il remporte son dernier titre national en 1957 (30 km).
Il gagne également la course marathon Birkebeinerrennet en 1960.
Il reçoit le Prix Egeberg Ærespris (pour sa polyvalence) en 1949 et la Médaille Holmenkollen en 1954.

## Palmarès

### Jeux olympiques d'hiver
- 1952 à Oslo ( Norvège)
  - 6e sur le 18 km
  -  Médaille d'argent en relais 4 × 10 km
- 1956 à Cortina d'Ampezzo ( Italie)
  - 6e sur le 15 km

### Jeux olympiques d'été
- 1948 à Londres ( Royaume-Uni)
  - 10e sur le 5 000 m
  - 4e sur le 10 000 m
- 1952 à Helsinki ( Finlande)
  - 10e sur le 10 000 m

### Championnats du monde de ski nordique
- 1950 à Lake Placid  États-Unis
  -  Médaille de bronze en relais 4 × 10 km
- 1954 à Falun  Suède
  - 4e sur le 50 km

### Championnats d'Europe d'athlétisme
- 1950 à Bruxelles ( Belgique)
  - 6e sur le 10 000 m
  - 4e sur le 3 000 m steeple